# Proconura politiventris
Proconura politiventris är en stekelart som beskrevs av Alan Parkhurst Dodd och Girault 1915. Proconura politiventris ingår i släktet Proconura och familjen bredlårsteklar. Inga underarter finns listade i Catalogue of Life.